# The Blue Room (opera teatrale)
The Blue Room è un'opera teatrale del 1998 del drammaturgo britannico David Hare, liberamente tratta dal dramma di Arthur Schnitzler La Ronde.

## Fonti letterarie
Schnitzler portò a compimento Girotondo nel 1900 con l'intenzione di non portarlo mai in scena né darlo alle stampe, vista la natura sessualmente esplicita della pièce. Nonostante le intenzioni dell'autore, l'opera cominciò a circolare tra gli amici del drammaturgo e fu letta e messa in scena in forma privata. La prima rappresentazione pubblica dell'opera avvenne nel 1921 con il titolo di Reigen, ma la polizia viennese interruppe le rappresentazioni e Schnitzler fu portato a processo per oscenità.
Nell'opera, Schnitzler esplorò la decadenza della società viennese da un punto di vista sessuale e, dato che era un dottore, Schnitzler esplorò questo tema analizzando come la sifilide si diffondesse tra da una classe sociale all'altra. Il "Girotondo" del titolo fa appunto riferimento a come la malattia venerea giri tra la persone. Il dramma propone questo tema in un ciclo di scene, ognuna delle quali ha per protagonisti un personaggio della vignetta precedente e un nuovo partner sessuale.

## Trama
The Blue Room non presenta notevoli differenze dall'opera di Schnitzler, se non nell'ambientazione e nelle diverse professioni dei protagonisti. La pièce è infatti non più ambientata nella Vienna di fine ottocento, ma in una generica grande città moderna, così come le attività lavorative dei personaggi originali furono cambiate da Hare per rispecchiare la società del ventunesimo secolo (ad esempio, quella che per Schnitzler era una domestica per Hare è una ragazza alla pari). Come l'opera originale, anche The Blue Room è costituita da dieci scene. L'altra novità della pièce è che i cinque personaggi maschili e i cinque personaggi femminili vengono interpretati dalla stessa coppia di attori, una soluzione non voluta da Schnitzler ma che comunque era diventata abituale nelle rappresentazioni di Girotondo a partire dagli anni ottanta, così che le compagnie teatrali potessero usare due attori invece di dieci. Le dieci scene che compongono il dramma hanno per protagonisti:
1. Il tassista (Fred) e la ragazza (Irene)
2. Il tassista (Fred) e la ragazza alla pari (Marie)
3. La ragazza alla pari (Marie) e lo studente (Anton)
4. Lo studente (Anton) e la donna sposata (Emma)
5. La donna sposata (Emma) e il politico (Charles)
6. Il politico (Charles) e la modella (Kelly)
7. La modella (Kelly) e il drammaturgo (Robert)
8. Il drammaturgo (Robert) e l'attrice
9. L'attrice e l'aristocratico (Malcolm)
10. L'aristocratico (Malcolm) e la ragazza (Irene)

## Storia delle rappresentazioni
Scritta su richiesta di Sam Mendes, The Blue Room debuttò alla Donmar Warehouse di Londra il 10 settembre 1998 con la regia dello stesso Hare e Nicole Kidman e Iain Glen nel ruolo dei due protagonista. Il dramma ottenne recensioni positive e divenne nota l'affermazione del critico del Daily Telegraph Charles Spencer, che la definì "pure theatrical Viagra" ("puro viagra teatrale"). Sia la Kidman che Glen apparivano nudi nel corso della rappresentazione, un fattore che contribuì alle vendite dei biglietti e rese The Blue Room un grande successo di pubblico, tanto da essere riproposto al Cort Theatre di Broadway dopo il debutto londinese. Le recensioni furono più tiepide a New York, ma l'opera rimase comunque in cartellone per oltre ottanta rappresentazioni e la Kidman vinse il Theatre World Award. La versione londinese invece ottenne sei candidature ai Premi Laurence Olivier, massimo riconoscimento del teatro inglese, tra cui quello alla migliore opera teatrale, alla migliore attrice (Kidman), al miglior attore (Glen) e alla miglior regia (Mendes).
Marco Sciaccaluga ha diretto la prima italiana dell'opera, debuttata a Capri del dicembre 2000 e portata in tournée in Italia nella stagione teatrale 2001/2002 con Nancy Brilli e Alessio Di Clemente. Successivamente, la pièce è stata riproposta di frequente sulle scene e tra i numerosi allestimenti internazionali si ricorda la prima australiana nel 2002, in cartellone a a Sydney e poi a Melbourne con Marcus Graham e Sigrid Thornton.